# Mohamed Lamine Dansoko
Pour les articles homonymes, voir Dansoko.
Mohamed Lamine Dansoko né le 15 mars 1998, est un athlète guinéen, spécialisé dans le 100 mètres.

## Carrière
Il a représenté la Guinée aux Jeux olympiques d'été de 2016 à Rio de Janeiro et a également réalisé un record personnel de 10,93 secondes aux Jeux panafricains de 2015 à Brazzaville, en République du Congo.
Aux Jeux olympiques d'été de 2016, Dansoko a concouru pour l'équipe guinéenne au 100 mètres masculin. Là, il a couru la première des trois manches contre sept autres athlète avec un sixième temps de 11,05 secondes, ne parvenant pas à progresser depuis le tour préliminaire,.